# Grammy Awards 1963
Die Grammy Awards 1963 waren die fünfte Verleihung des US-amerikanischen Musikpreises.
Die Grammys gingen an 39 Kategorien aus 15 Feldern.

## Hauptkategorien
Single des Jahres (Record of the Year):
- „I Left My Heart In San Francisco“ von Tony Bennett

Album des Jahres (Album of the Year):
- The First Family von Vaughn Meader

Song des Jahres (Song of the Year):
- „What Kind Of Fool Am I“ von Anthony Newley (Autoren: Leslie Bricusse, Anthony Newley)

Bester neuer Künstler (Best New Artist):
- Robert Goulet

## Pop
Beste weibliche Solo-Gesangsdarbietung (Best Solo Vocal Performance, Female):
- Ella Swings Brightly With Nelson Riddle von Ella Fitzgerald

Beste männliche Solo-Gesangsdarbietung (Best Solo Vocal Performance, Male):
- „I Left My Heart In San Francisco“ von Tony Bennett

Beste Darbietung eines Duos oder einer Gruppe mit Gesang (Best Pop Performance by a Duo or Group with Vocal):
- „If I Had a Hammer“ von Peter, Paul and Mary

Beste Darbietung eines Chors (Best Performance by a Chorus):
- Presenting The New Christy Minstrels von den New Christy Minstrels

Beste Darbietung eines Orchesters – Tanz (Best Performance by an Orchestra – For Dancing):
- Fly Me to the Moon Bossa Nova von Joe Harnell

Beste Darbietung eines Orchesters oder eines Instrumentalisten mit Orchester – ohne Jazz oder Tanz (Best Performance by an Orchestra Or Instrumentalist With Orchestra, Not for Jazz or Dancing):
- The Colorful Peter Nero von Peter Nero

Beste Rock-and-Roll-Aufnahme (Best Rock and Roll Recording):
- „Alley Cat“ von Bent Fabric

## Rhythm & Blues
Beste R&B-Aufnahme (Best Rhythm & Blues Recording):
- „I Can’t Stop Loving You“ von Ray Charles

## Country
Beste Country-und-Western-Aufnahme (Best Country & Western Recording):
- Funny Way Of Laughin’ von Burl Ives

## Jazz
Beste Jazz-Instrumentaldarbietung – Solist oder Kleingruppe (Best Jazz Performance – Soloist Or Small Group, Instrumental):
- Desafinado von Stan Getz

Beste Jazz-Instrumentaldarbietung – Großgruppe (Best Jazz Instrumental Performance – Large Group, Instrumental):
- Adventures In Jazz von Stan Kenton

Beste Jazz-Originalkomposition (Best Original Jazz Composition):
- Cast Your Fate To The Winds vom Vince Guaraldi Trio (Komponist: Vince Guaraldi)

## Gospel
Beste Gospel- oder andere religiöse Aufnahme (Best Gospel Or Other Religious Recording):
- Great Songs Of Love And Faith von Mahalia Jackson

## Folk
Beste Folk-Aufnahme (Best Folk Recording):
- If I Had A Hammer von Peter, Paul and Mary

## Für Kinder
Beste Aufnahme für Kinder (Best Recording For Children):
- Saint-Saëns: The Carnival Of The Animals / Britten: The Young Person's Guide to the Orchestra, op.34 von den New Yorker Philharmonikern unter Leitung von Leonard Bernstein

## Sprache
Beste Aufnahme Dokumentation oder gesprochener Text ohne Comedy (Best Documentary Or Spoken Word Recording Other Than Comedy):
- The Story-Teller: A Session With Charles Laughton von Charles Laughton

## Comedy
Beste Comedy-Darbietung (Best Comedy Performance):
- The First Family von Vaughn Meader

## Musical Show
Bestes Original-Cast-Show-Album (Best Original Cast Show Album):
- No Strings von der Originalbesetzung mit Richard Kiley, Diahann Carroll, Bernice Mass, Noelle Adam, Don Chastain und Mitchell Gregg (Komponist: Richard Rodgers)

## Komposition / Arrangement
Bestes Instrumentalthema (Best Instrumental Theme):
- A Taste of Honey (Komponist: Bobby Scott, Ric Marlow)

Bestes Instrumentalarrangement (Best Instrumental Arrangement):
- Baby Elephant Walk von Henry Mancini

Bestes Hintergrund-Arrangement (Best Background Arrangement):
- I Left My Heart In San Francisco von Tony Bennett (Arrangeur: Marty Manning)

## Packages
Bestes Album-Cover, Klassik (Best Album Cover, Classical):
- The Intimate Bach von Laurindo Almeida, Virginia Majewski & Vincent de Rosa (Künstlerische Leitung: Marvin Schwartz)

Bestes Album-Cover, ohne Klassik (Best Album Cover, Other Than Classical):
- Lena ... Lovely And Alive von Lena Horne (Künstlerische Leitung: Robert M. Jones)

## Produktion und Technik
Bester technischer Beitrag, ohne klassische Musik und Sondereffekte (Best Engineering Contribution, Other Than Novelty And Other Than Classical):
- Hatari! von Henry Mancini (Technik: Al Schmitt)

Bester technischer Beitrag – klassische Musik (Best Engineering Contribution, Classical):
- Strauss: Also sprach Zarathustra vom Chicago Symphony Orchestra unter Leitung von Fritz Reiner (Technik: Lewis W. Layton)

Bester technischer Beitrag, besondere Effekte (Best Engineering Contribution, Novelty):
- The Civil War, Vol. I von Martin Gabel & Frederick Fennell (Technik: Robert Fine)

## Klassische Musik
Klassik-Album des Jahres (Album Of The Year – Classical):
- Columbia Records Presents Vladimir Horowitz von Vladimir Horowitz

Beste klassische Orchesterdarbietung (Best Classical Performance – Orchestra):
- Strawinski: Der Feuervogel vom Columbia Symphony Orchestra unter Leitung von Igor Strawinski

Beste Opernaufnahme (Best Opera Recording):
- Verdi: Aida von Robert Merrill, Leontyne Price, Giorgio Tozzi, Jon Vickers und dem Opernhausorchester Rom unter Leitung von Georg Solti

Beste klassische Gesangssolo-Darbietung (Best Classical Performance – Vocal Soloist with or without Orchestra):
- Wagner: Götterdämmerung von Eileen Farrell und den New Yorker Philharmonikern unter Leitung von Leonard Bernstein

Beste klassische Chor-Darbietung (ohne Oper) (Best Classical Performance – Choral other than opera):
- Bach: Matthäus-Passion vom Philharmonia Orchestra und Chor unter Leitung von Otto Klemperer

Beste klassische Darbietung – Instrumentensolo oder -duo mit Orchester (Best Classical Performance – Instrumental Soloist or Duo with Orchestra):
- Strawinski: Violinkonzert in D-Dur von Isaac Stern und das Columbia Symphony Orchestra unter Leitung von Igor Strawinski

Beste klassische Darbietung – Instrumentensolo oder -duo ohne Orchester (Best Classical Performance – Instrumental Soloist or Duo without Orchestra):
- Columbia Records Presents Vladimir Horowitz von Vladimir Horowitz

Beste klassische Kammermusik-Darbietung (Best Classical Performance – Chamber Music):
- The Heifetz-Piatigorsky Concerts With Primrose, Pennario And Guests von Jascha Heifetz, Gregor Piatigorsky und William Primrose

Beste zeitgenössische Komposition (Best Contemporary Composition):
- Die Flut von Igor Strawinski